# Gehyra koira
Gehyra koira (королівська дтелла) — вид геконоподібних ящірок родини геконових (Gekkonidae). Ендемік Австралії.

## Поширення і екологія
Королівські дтелли мешкають на північному сході Західної Австралії та на північному заході Північної Території. Вони живуть серед кам'янистих пагорбів, в тріщинах серед скель і в печерах. Ведуть нічний спосіб життя, живляться безхребетними, відкладають яйця.